# Norte da América do Sul
A Floresta Amazônica e a Cordilheira dos Andes são os locais mais famosos dessa região. O turismo e as reservas naturais, como o petróleo, são sua principal fonte de renda.
A parte norte da América do Sul é rica em recursos naturais, como ouro, prata, carvão, minério de ferro e petróleo. Esses elementos têm muita importância para os países dessa região, que os exportam para diversos lugares do mundo. A variedade de paisagens nessa parte do planeta impressiona. Além da enorme área verde da Floresta Amazônica e da fascinante Cordilheira dos Andes, a região possui belíssimas praias (que na altura de Pinzon era tido como um mesmo conjunto tal como na geopolítica da Segunda Guerra - uma boca e reentrância que começa na Flórida e acaba em São Roque e dentro dela as ilhas caribenhas). 
As maiores cidades são as capitais dos maiores países e as metrópoles regionais do Brasil, sedes costeiras, etc. É a única região sul-americana que possui terras em ambos os hemisférios (quase toda a costa norte sul-americana localizada no hemisfério Norte pertence aos países vizinhos, mas toda a costa setentrional do mainland a sul do Equador pertence ao Brasil que avança mesmo no hemisfério norte via estado amapaense). 
O predomínio da América Espanhola é mais notável a norte do Equador enquanto o brasileiro ao sul do mesmo (o predomínio dos vizinhos também se torna maior na zona subtropical onde o Brasil possui apenas um pequeno trecho no Nordeste do Cone Sul, equivalente a sua região mais meridional). Portanto o predomínio brasileiro é mais evidente na metade setentrional da zona tropical do sul, ou seja, na parte desta região setentrional do mainland localizada fora do sul do hemisfério norte.

## Cultura
Muito dos costumes dos antigos povos que habitavam a região da Cordilheira dos Andes antes da chegada dos espanhóis se mantêm preservados, como festas e músicas.

### Festa do Sol
Os índios incas baseavam sua religião na adoração ao deus Sol. Por isso, o povo inca realizava, todo ano, a Festa do Sol, ou Inti Raymi, uma forma de homenagear esse deus. Todo dia 24 de junho essa festa vem sido revivida em Cuzco, no Peru.

### Arte indígena
Os povos indígenas que habitavam a América antes da chegada dos espanhóis, como os incas, são chamados pré-colombianos. Muitos objetos feitos por eles, como jarras, potes e louças, foram encontrados por historiadores e estão expostos em museus do Peru e da Bolívia.

### Música andina
A música típica dos povos andinos ganhou muitos fãs pelos mundo nos últimos anos. Bastante tradicional, esse estilo musical surgiu há vários séculos. Os principais instrumentos utilizados para tocá-lo são as flautas e os tambores.

## Cidades
Ruínas de antigas civilizações, cidades com monumentos históricos e belas praias compõem o cenário da região.

### Cartagena
A cidade de Cartagena, na Colômbia, situa-se no litoral do Mar do Caribe. Além de praias paradisíacas e construções antigas, tem como atração grandes paredes de pedras. Elas foram erguidas a partir do século XVI, para proteger o local do ataque de piratas.

### Machu Picchu
Construída no Peru, a mais de 2.400 metros acima do nível do mar, Machu Picchu foi uma das principais cidades do povo inca. A cidade foi abandonada no século XVI, mas o conjunto urbano mantém-se quase intacto até hoje. Suas ruínas foram descobertas em 1911.
Foi construída em 1400 como um refúgio real e religioso.

## Economia
A economia do norte da América do Sul depende muito das exportações. Além disso, algumas regiões são exploradas por empresas de outros países mais ricos.

### Petróleo
O interior da Venezuela tem muitas reservas petrolíferas, perto de seus diversos lagos. Mas a riqueza gerada pelo petróleo não é suficiente para resolver os problemas do país. Por isso, grande parte da população é bastante pobre.

### Café
O café é um dos principais produtos de exportação do Equador e da Colômbia.

### Base de lançamento da Guiana Francesa
O Centro Espacial de Kourou, na Guiana Francesa, um território francês, foi construído pela Agência Espacial Europeia e opera desde 1968. De lá são lançados foguetes e satélites europeus. Com esse centro foram gerados muitos empregos.